# Kaweah Colony

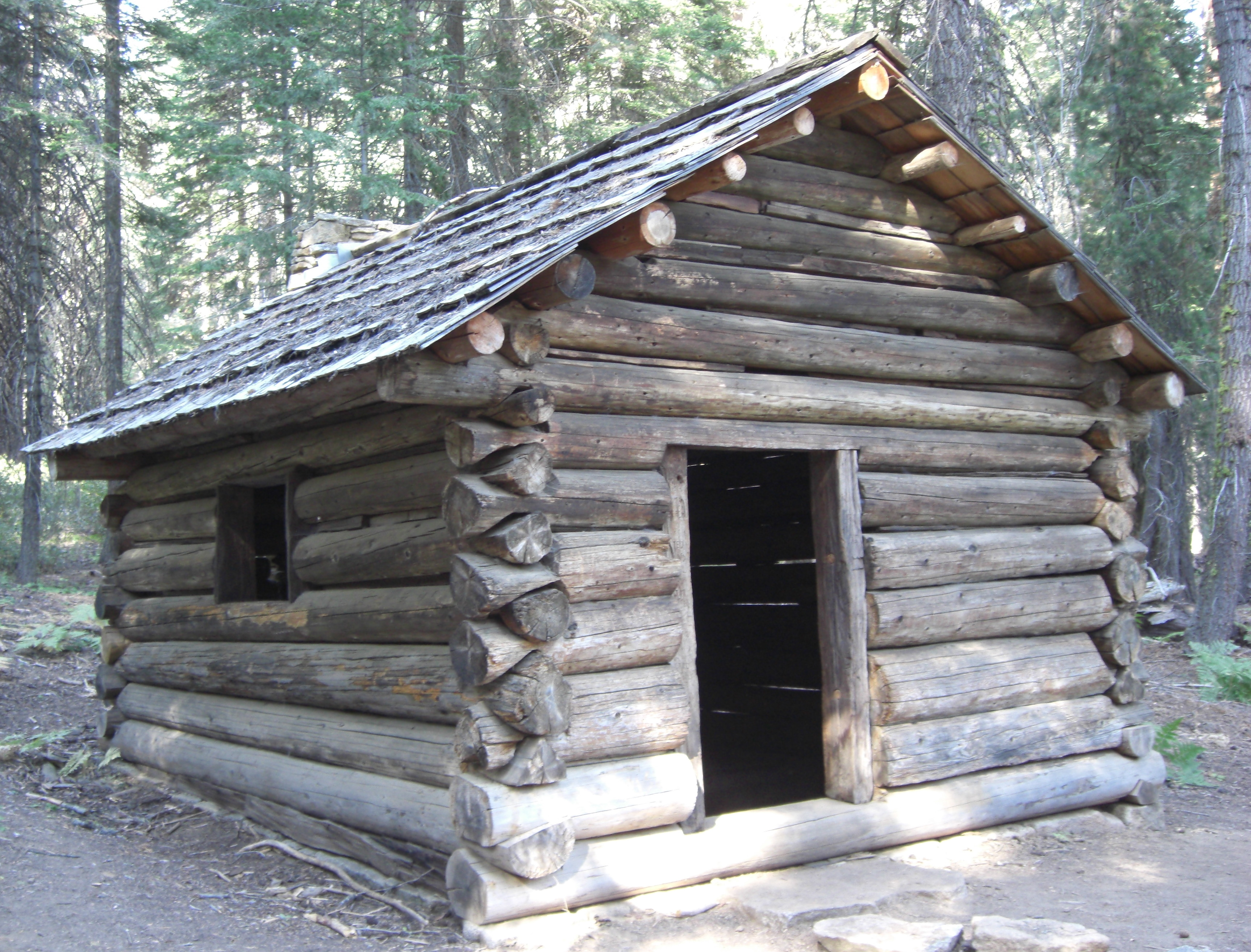
Squatter's Cabin

Die Kaweah Colony war eine sozialistische Kommune auf dem Gebiet von Tulare County in der Sierra Nevada. Die Kolonie bestand von 1886 bis 1892 und war von den Schriften Laurence Gronlunds und Edward Bellamys beeinflusst. Die von Burnette G. Haskell (1857–1907) und James J. Martin geleitete Gruppe ließ sich 1886 am Ufer des Kaweah-Flusses nieder. Ihr gehörten zu keinem Zeitpunkt mehr als 500 Mitglieder an, von denen bis zu 300, meistens aber nur 50–75 Mitglieder in Kaweah anwesend waren, während ein Teil im Osten der USA und Europa lebte und die Kolonie finanziell unterstützte. Die Mitgliedschaft kostete 500 $, wovon mindestens 100 $ in bar einzuzahlen waren und der Rest als Sach- und Arbeitsleistungen erbrachte werden konnte.
Die Kommune plante die Ausbeutung der Nadelholz- und Riesenmammutbaumbestände und begann mit dem Bau einer Straße von einem im Wald geplanten Sägewerk hin zu einem Presswerk, wo das Holz weiterverarbeitet werden sollte. Der ursprüngliche Plan einer Eisenbahn konnte nicht finanziert werden.
Die beantragten und zum Teil bereits genutzten Holzeinschlags-Lizenzen wurden verweigert, als am 25. September 1890 der Sequoia National Park gegründet wurde, in dessen künftigem Gebiet sich die Mitglieder der Kommune als Squatter niedergelassen hatten. Widerspruchsverfahren und Entschädigungsforderungen wurden abgewiesen. Die Kolonisten wurden 1891 aus dem Nationalpark ausgewiesen und wegen illegalen Holzeinschlags vor Gericht gestellt. Dies führte 1892 zur Auflösung der Kommune.  Ein Relikt der Kommune ist eine Blockhütte, die Squatter's Cabin, die 1977 im National Register of Historic Places unter Denkmalschutz gestellt wurde.
Die Kommune benannte den 1879 entdeckten General Sherman Tree nach Karl Marx. Die Verwaltung des Nationalparkes benannte den Baum erneut nach General Sherman. Einige der Kolonisten blieben nach der Auflösung in Tulare County wohnen.